# Якобсон, Анатолий Леопольдович
Анато́лий Леопо́льдович Якобсо́н (22 августа 1906, Луга, Санкт-Петербургская губерния — 3 августа 1984, Ленинград) — советский археолог, историк искусства и архитектуры. Доктор исторических наук (1961). Сотрудник Института археологии Академии наук СССР.

## Биография
Анатолий Леопольдович родился в семье лесовода.
В 1922 году он поступил на физико-математический факультет Московского университета, через два года перевелся на археологическое отделение этнологического факультета.
В 1927 году Анатолий Леопольдович переехал жить в Ленинград, где он учился на факультете языкознания и истории материальной культуры Ленинградского университета.
В 1929 году окончил Ленинградский университет.
С 1930 года работал в Ленинграде, в Государственной академии истории материальной культуры (ГАИМК), которая в 1937 году вошла в АН СССР как Институт истории материальной культуры имени Н. Я. Марра (ИИМК). В 1943 году Институт был переведён в Москву, а в Ленинграде осталось его Отделение (ЛОИИМК).
Анатолий Леопольдович перенес блокаду в Ленинграде, после эвакуации в Иваново,  он переехал в Москву и был принят на работу сотрудником Московского отделения Института истории материальной культуры.
В 1945 году он перевелся в Ленинградское отделение того же института, где он трудился до конца жизни.
В 1957 году ИИМК был переименован в Институт археологии АН СССР (в Ленинграде, соответственно, ЛОИА АН СССР).
Область научных интересов: Восточная Европа в эпоху средневековья, Северное Причерноморье и Закавказье. Проводил масштабные раскопки в Крыму (Херсонес Таврический и пр.).
Автор более 60 научных работ, в том числе «Очерков по истории зодчества Армении V—XVII вв.» (1950).

## Научная деятельность
Анатолий Леопольдович принимал участие в археологических экспедициях в Старом Крыму, Судаке, Херсонесе.
В 1936 году участвовал на раскопках замка Анберд в Армении. 
В 1930-х годах принимал участие в работе Цимлянской экспедиции. 
Анатолий Леопольдович участвовал в экспедиции на городище Мангуп под руководством  Е.В. Веймарна, М.А. Тихановой и А.Л. Якобсона. 
В 1941 году он защитил кандидатскую диссертацию на тему «Архитектура средневекового Херсонеса». 

## Основные работы
- Якобсон А. Л. Очерк истории зодчества Армении V—XVII веков / А. Л. Якобсон; Под общ. ред. Н. М. Бачинского. — М.; Л.: Государственное издательство архитектуры и градостроительства, 1950. — 168 с. — 5000 экз.
- Якобсон А. Л. Средневековый Херсонес (XII—XIV вв.) / А. Л. Якобсон / Материалы и исследования по археологии СССР. № 17. — М.; Л.: Изд-во Академии наук СССР, 1950. — 338 с. — 3000 экз. (в пер.)
- Якобсон А. Л. Раннесредневековый Херсонес: Очерки истории материальной культуры / А. Л. Якобсон. — М.; Л.: Изд-во Академии наук СССР, 1959. — 364 с.
- Якобсон А. Л. Средневековый Крым: Очерки истории и истории материальной культуры / А. Л. Якобсон. — М.—Л.: Наука, 1964. — 232 с.
- Якобсон А. Л. Художественные связи Московской Руси с Закавказьем и Ближним Востоком в XVI в. // Древности Московского Кремля. Материалы и исследования по археологии СССР. Материалы и исследования по археологии Москвы, т. IV, № 167. — М., 1971. — С. 230-247.
- Якобсон А. Л. Крым в средние века / А. Л. Якобсон; Академия наук СССР. — М.: Наука, 1973. — 174 с. — (Из истории мировой культуры). (обл.)
- Якобсон А. Л. Керамика и керамическое производство средневековой Таврики / А. Л. Якобсон; Под ред. П. А. Раппопорта. — М.: Наука, Ленингр. отд-ние, 1979.
- Якобсон А. Л. Закономерности в развитии раннесредневековой архитектуры / А. Л. Якобсон; Академия наук СССР. — М.: Наука, Ленингр. отд-ние, 1983. (обл.)
- Якобсон А. Л. Сагмосаванк: (Монастырь) / А. Л. Якобсон. — Ереван: Айастан, 1984.
- Якобсон А. Л. Закономерности в развитии средневековой архитектуры: Центральные области Византии, Греция, Малая Азия, Сирия, Месопотамия, югославянские страны, Древняя Русь, Закавказье, Средняя Азия / А. Л. Якобсон; Академия наук СССР. — Л.: Наука, Ленингр. отд-ние, 1985. — 152 с. — (Из истории мировой культуры). — 33 500 экз. (обл.)
- Якобсон А. Л. Армянские хачкары / А. Л. Якобсон; Гл. упр. по охране и использ. памятников истории и культуры при Совете Министров АрмССР. — Ереван: Айастан, 1986. — 104, [92] с. — 5000 экз.
- Якобсон А. Л. Гандзасар: (Памятник армянского зодчества XIII в.) / Анатолий Якобсон; Гл. упр. по охране и использ. памятников истории и культуры при Совете Министров АрмССР. — Ереван: Советакан грох, 1987.
- Якобсон А. Л. Закономерности в развитии средневековой архитектуры, IX—XV вв. / А. Л. Якобсон; Академия наук СССР. — М.: Наука, Ленингр. отд-ние, 1987. — 240 с. — 15 000 экз. (обл.)
- Якобсон А. Л. Армянская архитектура в Крыму / А. Л. Якобсон, Ю. А. Таманян ; Армянское о-во по охране исторических памятников. — Ереван: Айастан, 1992.

«Византийский Временник» (статьи, рецензии):
- Рецензия на: Н. М. Токарский. Архитектура древней Армении // Византийский Временник. Том 3 (28). 1950. С. 257—267.
- Армянская средневековая архитектура в Крыму // Византийский Временник. Том 8 (33). 1956. С. 166—191.
- К истории русско-корсунских связей (XI—XIV вв.) // Византийский Временник. Том 14 (39).
- О численности населения средневекового Херсонеса // Византийский Временник. Том 19 (44).
- Средневековые сельские поселения Юго-Западного Крыма // Византийский Временник. Том 21 (46).
- О некоторых спорных вопросах истории раннесредневекового Херсонеса: (По поводу статьи Д. Л. Талиса «Вопросы периодизации истории Херсона в эпоху раннего средневековья». ВВ, XVIII, 1961) // Византийский Временник. Том 24 (49).
- К изучению раннесредневековой болгарской архитектуры: (Армянские параллели) // Византийский Временник. Том 28 (53).
- Некоторые закономерные особенности средневековой архитектуры Балкан, Восточной Европы, Закавказья и Средней Азии // Византийский Временник. Том 33 (58).
- По поводу статьи Д. Л. Талиса «Сюреньская крепость» // Византийский Временник. Том 36 (61).
- Армения и Сирия: Архитектурные сопоставления // Византийский Временник. Том 37 (62).
- Рецензия на: Феодальная Таврика. Материалы по истории и археологии Крыма. Киев, 1974 // Византийский Временник. Том 38 (63).
- Средневековая поливная керамика как историческое явление // Византийский Временник. Том 39 (64).
- Закономерности и этапы развития архитектуры средневекового Херсонеса // Византийский Временник. Том 49 (74). 1988.

- А. Л. Якобсон. Армянский монастырь XIV в. близ Белогорска в Крыму // Историко-филологический журнал. — Ереван: АН Армянской ССР, 1964. — 260 с.